# Більше
Більше — український рок-гурт із Донецька. В репертуарі гурту більше 70 україномовних пісень. Дипломанти фестивалів «Червона рута» (1993, Донецьк), «Попсо-Франко» (1994, Одеса) та «Перлини сезону» (1999, Запоріжжя). Лауреати фестивалів «Рок-н-рол Таврійський» (1993—1994, Нова Каховка), «Teen Wave» (1994, Євпаторія), Хіт-параду «12 − 2» на радіо «Промінь». Гурт готує новий матеріал для запису альбому.

## Історія
Гурт «Більше» було створено Володимиром Неізвєстним 1991 року в місті Донецьку.
Один з перших альбомів був записаний у м. Докучаєвськ, за участю: Володимира Неізвєстного (гітара, вокал), Костянтина Коміссарова — ударні, Сергія Сокуренка — сопілка, флейта, бек-вокал, акустична гітара, клавіші й інших.
У 1993—1995 роках на Донецькому обласному радіо звукоінженером Ігорем Ільницьким було записано три альбоми «Рок-н-ролл на териконі» (1993), «Старенький парабелум» (1994), «Кіт з блакитними очима» (1995). Через рік на студії Кукушкин-рекордз був записаний ще один альбом «Несподівана весна» (1997). Участь у запису брали: Олег Кривоконь, Юрій Кравченко, Василь Живіляк  Сергій Сокуренко . Записи розповсюджувалися на аудіокасетах.
2000 року група вперше записала альбом на професійній студії у місті Києві. На початку 2000-х на донецькому телеканалі «КРТ» група «Більше» зняла свій перший кліп.
2012 року на студії «Scream records» записано й видано обмеженим накладом альбом «Пломба». Режисером звукозапису був Дмитро «Синоптик» Афанасьєв-Гладких, соліст гурту SINOPTIK.
На самому початку своєї діяльності група виконувала пісні виключно російською мовою, але на початку 1991 року, гурт почав писати пісні українською мовою. «Більше» один із перших гуртів міста Донецька, хто почав співати українською. Музиканти мають багаторічний концертний досвід і об'їздили з гастролями більшу частину України. 2015 року у Донецьку був записаний російськомовний сингл «Какою ты стала». Станом на 2017 рік лідер гурту Володимир Нєізвєстний переїхав у Київ .. У 2018 році гурт готує новий матеріал для запису альбому.

## Склад
- Володимир Неізвєстний
- Олег Кривоконь,(1991—1995)
- Юрій Кравченко,(1991—1996)
- Василь Живіляк
- Сергій Сокуренко (1997— по цей час)

## Дискографія
1. Ночной город (1990)

1. Ночной город 2 (1991—1992)
2. Сборник (1992)
3. Рок-н-рол на теріконі (1993)
4. Старенький парабелум (1994)
5. Кіт с блакитними очима (1995)
6. Несподівана весна (1997)
7. Ужин дилетанта (Радіо «Да!») (1998)
8. Абстененція (2000)
9. Пломба (2012)